# Chroniques (film)
Pour les articles homonymes, voir Chronique.
Pour plus de détails, voir Fiche technique et Distribution.
Chroniques est un court métrage français réalisé par Clément Cogitore et sorti en 2006.

## Fiche technique
- Titre : Chroniques
- Réalisation : Clément Cogitore
- Scénario : Clément Cogitore
- Photographie : Sylvain Verdet
- Décors : Aurélie Descoins et Yann Nicolas
- Son : Tawan Arun et Julien Lang
- Montage son : Alexandre Hecker
- Mixage : Gregory Poncelet et Vincent Cosson
- Montage : Marion Puccio
- Musique : Guy Klucesvek
- Production : GREC
- Pays d’origine :  France
- Durée : 30 minutes
- Date de sortie : France - 15 juin 2006

## Distribution
- Roland Stehlin
- Bénédicte Cerutti

## Distinctions[1]
- Grand prix - mention spéciale au Festival Entrevues de Belfort 2006
- Prix de la fondation Beaumarchais 2006
- Prix du Centre des écritures cinématographiques 2006